# Layla Zoe
Layla Zoe (* in den späten 1970er Jahren in Victoria, British Columbia, Kanada) ist eine kanadische Blues- und Bluesrock-Sängerin und Songwriterin. Ihre Stimme wird häufig mit der von Janis Joplin verglichen.

## Biografie
Layla Zoe wurde in den späten 1970er Jahren in Victoria in der kanadischen Provinz British Columbia geboren. Inspiriert durch die Blues-Plattensammlung ihres Vaters wurde Zoe im Teenageralter Frontfrau seiner Band. Zoe sang in Schulmusicals und las Anfang der 1990er Jahre öffentlich Gedichte auf dem Commercial Drive in Vancouver. In ihren späten Teenagerjahren sang Zoe in einer anderen Bluesband und zog dann nach Toronto.
Sie veröffentlichte 2005 die EP You Will, gefolgt von ihrem Debütalbum Shades of Blue (2006) und Hoochie Coochie Woman (2007) mit Coverversionen und eigenen Songs, die Zoe zusammen mit ihrem damaligen Gitarristen Chris Raines geschrieben hatte. Sie gewann den Preis als beste Sängerin bei den Vancouver Island Music Awards, trat mit Jeff Healey in dessen Club in Toronto auf und gewann einen Blues-Songwriting-Wettbewerb in Finnland. Ihr nächstes Album, The Firegirl, wurde 2008 veröffentlicht und von Zoe selbst produziert. Im selben Jahr trat sie beim Grolsch Blues Festival in Deutschland auf, wo Henrik Freischlader in ihrer Begleitband spielte. 2010 wurde sie von Freischlader zu dessen Plattenlabel Cable Car Records eingeladen; dort entstanden in Zusammenarbeit mit Freischlader drei Alben: Sleep Little Girl (2011), The Lily (2013) und Live at Spirit of 66 (2015). The Lily wurde vom amerikanischen Magazin Down Beat als eines ihrer „Top-Alben des Jahres“ bezeichnet. In dieser Zeit lebte Zoe in Deutschland und ging in ganz Europa auf Tour.
2016 unterzeichnete Zoe einen neuen Plattenvertrag mit Ruf Records. Sie tourte – zusammen mit Tasha Taylor und Ina Forsman – mit Rufs „Blues Caravan“ durch die Vereinigten Staaten; daraus entstand das Live-Album Blues Caravan 2016. Darüber hinaus veröffentlichte Zoe im selben Jahr ihr eigenes Album Breaking Free, das von ihrem Gitarristen Jan Laacks produziert wurde und einen Gastauftritt von Sonny Landreth enthielt. Zoe wurde bei den European Blues Awards als „Beste Sängerin des Jahres 2016“ ausgezeichnet.
2017 veröffentlichte sie eine Live-CD/DVD in der Ruf-Serie Songs from the Road, die in Nürnberg aufgenommen worden war. Im folgenden Jahr trat Zoe beim Mahindra Blues Festival im indischen Mumbai zusammen mit John Mayall, Coco Montoya und Walter „Wolfman“ Washington auf. 2018 nutzte Zoe Crowdfunding, um ihre nächste Veröffentlichung, das Doppelalbum Gemini, zu finanzieren. Nach einer Tour zur Promotion dieses Albums engagierte Zoe neue Bandmitglieder, um auf ihre Arbeit zurückzublicken und das Doppel-Livealbum Retrospective Tour 2019 zu produzieren, auf dem Krissy Matthews an der Gitarre zu hören ist.
Das nächste Album Nowhere Left to Go (2021) wurde während der COVID-19-Pandemie aufgenommen, wobei Zoe mit mehreren Songwritern auf der ganzen Welt online zusammenarbeitete, darunter die US-Amerikanerin Jackie Venson und die Kanadierinnen Suzie Vinnick und Brandi Disterheft. 2022 kam es zur erneuten Zusammenarbeit mit Henrik Freischlader, woraus das Album The World Could Change resultierte.

## Diskografie
- 2005: You Will, EP
- 2006: Shades of Blue
- 2007: Hoochie Coochie Woman
- 2008: Live at Errington Hall
- 2008: The Firegirl
- 2011: Sleep Little Girl, Cable Car Records
- 2012: Years in the Blue Flame, Limited Edition, Kanada
- 2013: The Lily, Cable Car Records
- 2015: Live at Spirit of 66, Cable Car Records, Doppel-Livealbum
- 2016: Blues Caravan 2016, Ruf Records, mit Tasha Taylor und Ina Forsman
- 2016: Breaking Free, Ruf Records
- 2017: Songs from the Road, Ruf Records
- 2018: Gemini, Doppelalbum
- 2020: Retrospective Tour 2019, Doppel-Livealbum
- 2021: Nowhere Left to Go
- 2022: The World Could Change, Cable Car Records
- 2023: Back to the Spirit of 66, Doppel-Livealbum
- 2024: Into The Blue, Live-CD + Blu-Ray